# Colomychus
Colomychus és un gènere d'arnes de la família Crambidae.

## Taxonomia
- Colomychus florepicta (Dyar, 1914)
- Colomychus talis (Grote, 1878)